# 中川大地
中川 大地（なかがわ だいち、1974年 - ）、は日本の文筆家、編集者、評論家。宇野常寛主宰によるカルチャー雑誌『PLANETS』副編集長。明治大学・野生の科学研究所研究員。

## 来歴
東京都墨田区向島出身、早稲田大学大学院理工学研究科博士後期課程単位取得後退学。
アニメ、ゲーム、サブカルチャー、都市論などをテーマとした評論、ルポルタージュなどを手がける。
2012年、生まれ育った街である東京都墨田区に建設された東京スカイツリーをテーマとし、初の単著『東京スカイツリー論』を刊行した。
令和2年度の芸術選奨メディア芸術部門推薦委員を務めた。

## 人物
学生時代より芸能山城組に参加し、年2回の定期公演に出演している。

## 著作

### 単著
- 東京スカイツリー論（2012年5月、光文社〈光文社新書〉）ISBN 978-4334036867
- 現代ゲーム全史 文明の遊戯史観から（2016年、早川書房）ISBN 978-4152096357

### 編集
- アルファ・システム サーガ（2004年1月、樹想社）ISBN 978-4877770525
- 架空世界の悪党図鑑（2004年12月、講談社）ISBN 978-4062126564
- 機動戦士Ζガンダム ヒストリカ（講談社）
- 攻殻機動隊S.A.C TACHIKOMA'S ALL MEMORY しょく〜ん！（2008年10月、樹想社）ISBN 4877770917 / ISBN 978-4877770914
- クリティカル・ゼロ : コードギアス 反逆のルルーシュ（2009年12月、樹想社 銀河出版）ISBN 978-4877770938
- 機動警察パトレイバー ザ・レイバー・インダストリー（2009年2月、学研マーケティング）ISBN 978-4056050882

### 寄稿
- 「生命化するトランスモダンへの助走〜『環境』と『生命』の思想戦史」『思想地図vol.4』（2009年11月、日本放送出版協会〈NHKブックス〉）ISBN 978-4140093474
- 「全156エピソード完全レビュー」みなさんのあまロスをなんとかすっぺ会 編『あまちゃんメモリーズ : 文藝春秋×PLANETS』（2013年10月、文藝春秋）ISBN 978-4163767703

## 配信
- ニコニコ動画有料チャンネルにて「月刊 中川大地の現代ゲーム全史」配信